# Klein-Venedig (Venezuela)

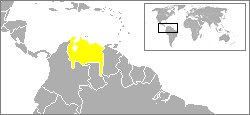
Lage von Klein-Venedig

Als Klein-Venedig (auch Welser-Kolonie oder Welserland) bezeichnet man ein Gebiet (die Bundesstaaten Falcón und Zulia) im heutigen Staat Venezuela und im damaligen Vizekönigreich Neuspanien, welches Karl V. den Welsern von 1528 bis 1546 verpfändet hatte. Die Welser waren eine Augsburger und Nürnberger Patrizierfamilie. Klein-Venedig stellt den größten deutschen Anteil an der kolonialen Erschließung Amerikas im 16. Jahrhundert dar.
Der Italiener Amerigo Vespucci soll dem Land seinen Namen gegeben haben. Die Pfahldörfer der Indios, die er bei einer seiner Reisen sah, hätten ihn an Venedig (Venezia) erinnert, heißt es. Deshalb habe er das Gebiet Venezuela, also Klein-Venedig, genannt.

## Vorgeschichte
1519 hatte der spanische König Karl I. (später Kaiser Karl V.) für die Königswahl im Heiligen Römischen Reich hohe Kredite bei den Augsburger Handelshäusern Welser und Fugger aufgenommen. Je nach Schätzung schuldete Karl V. den Welsern zwischen 143.000 und 158.000 Gulden. Karl V. konnte sich gegen den französischen König Franz I. durchsetzen, doch die Jahre vergingen, ohne dass er auch nur einen kleinen Teil des Darlehens getilgt hatte. Daraufhin bot Karl V. den Welsern an, ihnen ein Stück von der Neuen Welt anstelle des Geldes zu überlassen. Karl V. überließ ihnen die Provinz Venezuela als Lehen.
Die Welser waren der Region am Karibischen Meer schon näher gerückt, bevor sie 1528 den Vertrag mit der Krone abschlossen: In Santo Domingo auf der Insel Hispaniola – heute Haiti und die Dominikanische Republik – hatten sie 1526 eine Niederlassung gegründet. Per Schiff wurden Luxuswaren, Lebensmittel und militärische Ausrüstungsgegenstände dorthin gebracht – Material zur Eroberung und Versorgung des Festlands.

## Vertrag von Venezuela

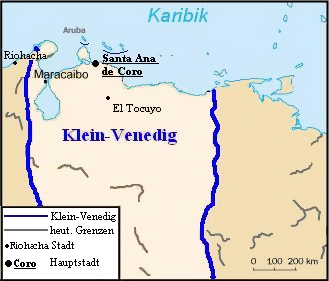
Karte von Klein-Venedig

Karl V. und die Welser regelten im Vertrag von Venezuela (eigentlich Vertrag von Madrid) am 27. März 1528 die Bedingungen der Vereinbarungen. Die Welser durften Gouverneure und Beamte einsetzen und waren von der Salzsteuer und von sämtlichen Zöllen und Hafengebühren im spanischen Monopolhafen Sevilla befreit. Sie durften feindliche Indianer (nach vorheriger Verwarnung) versklaven und etwa 4000 afrikanische Sklaven einführen. Am Gewinn des gesamten Unternehmens sollten die Welser mit 4 % beteiligt werden. Die von den Welsern angesiedelten Einwanderer erhielten jeweils ein Stück Ackerland.
Siehe Abschnitt im Hauptartikel Welser.
Die Welser mussten zwei Städte gründen und drei Festungen bauen und sie auch besiedeln. Ein Zehntel der Gold-, Silber- oder Edelsteinfunde erhielt der spanische König. Später erhöhte sich diese Abgabe auf ein Fünftel (quinto real).
Die Handelskammer (Casa de la Contratación) legte die Grenzen des Welser-Territoriums fest: im Westen das Kap La Vela und im Osten das Kap von Maracapana. Diese beiden Orte sind voneinander etwa 900 Kilometer entfernt. Auch der Küstenstreifen („Perlenküste“ genannt) und die dazugehörigen Inseln (mit Ausnahme von Aruba, Curaçao, Bonaire und den Islas de los Gigantes) wurden den Welsern zur Nutzung überlassen. Eine Südgrenze wurde hingegen nicht festgelegt. Man schrieb lediglich „de la una mar a la otra“ (von dem einen Meer bis zum anderen). Gemeint waren vermutlich die Karibische See („Mar del Norte“) und das gesuchte pazifische Südmeer („Mar del Sur“). Auf einer Weltkarte der Welser von 1530 steht geschrieben, dass das Welser-Territorium bis zur Magellanstraße reicht.

## Kolonisierung

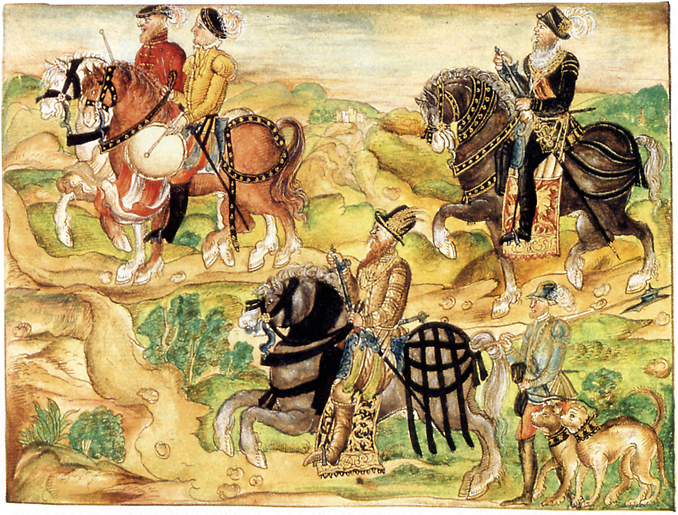
Musterung der Welser-Armee. Der dazugehörige Text lautet:„Zum dritten und mittlerm Tayl, do wir ins Land kemen und hindurch rucken müesten, darzu waren die öbersten Hauptleut, nemblich Sengnor Capitani Jörg Hohermueth von Memingen und neben ime der edel und handvest Herr Phillips von Hutten und Pirckenfeld sampt iren Heertrumeln, Vorreutern, auß zweyhundert zu Roß“

1529 kam Ambrosius Ehinger, der erste Gouverneur Klein-Venedigs, mit 281 Kolonisten nach Neu-Augsburg (Coro), der damaligen Provinzhauptstadt Venezuelas. Noch im gleichen Jahr wurde Neu-Nürnberg (Maracaibo) gegründet. Man plante ursprünglich hauptsächlich durch den Verkauf von zum Beispiel Gold, Salz, Sklaven oder Edelhölzern die Schulden von Karl V. wieder einzuspielen, doch nur der Sklavenhandel brachte den gewünschten Profit. So setzten die Gouverneure mehr auf den Verkauf von Sklaven und gingen dabei immer skrupelloser gegen die Indianer vor. Auch die spanische Bevölkerung fühlte sich von den Welsern ausgebeutet. Der spanische Missionar Bartolomé de Las Casas schrieb: „Die Deutschen sind schlimmer als die wildesten Löwen. Aus Habgier handeln diese menschlichen Teufel viel brutaler als alle ihre Vorgänger.“ So stieg die Anzahl der Klagen bei der Audiencia sprunghaft an. 1536 trat auf Ersuchen des Bischofs von Coro eine Untersuchungskommission zusammen, welche die Anschuldigungen wegen Gewalttaten gegen Spanier und Indianer prüfen sollte.
Die Welser setzten schließlich auf die höchst risikoreiche Option die Suche nach dem EL Dorado in der Hoffnung auf reiche Beute.
Das ökonomische Risiko, das die Eroberung Venezuelas bedeutete, gaben die Augsburger an ihre Statthalter vor Ort weiter: Die Gouverneure mussten die Kosten für ihre Expeditionen selbst aufbringen und dafür oft sogar Kredite bei ihrem Arbeitgeber aufnehmen. Also machten sich Dalfinger und seine Nachfolger immer wieder auf den Weg, angetrieben von Habgier und Abenteuerlust, aber auch von dem enormen Druck, die teuren Expeditionen zu finanzieren. Ihre finanzielle Lage glich deshalb eher der eines »Subunternehmers«. Auch die Söldner waren verschuldet. Aus Abrechnungen zeigt sich, dass sich die Faktoren der Welser sogar bemühten, die Herkunft der verstorbenen Expeditionsmitglieder herauszufinden, um von den Erben die geschuldeten Summen einzukassieren Selbst wenn die Expeditionen erfolgreich waren, konnten die Statthalter nur einen Teil der Beute für sich und für die Bezahlung ihrer Söldner behalten, den Rest beanspruchten in jedem Fall die Welser. Der damalige Gouverneur Georg Hohermuth unternahm eine Expedition auf der Suche nach Eldorado und sein Stellvertreter Nikolaus Federmann interessierte sich ebenfalls nicht für die Fragen der Justiz und startete 1537 ebenfalls eine Expedition in das Hinterland, anstatt sich um die Kolonie zu kümmern.
Leidtragende dieser Politik waren auch die in Europa angeworbenen Kolonisten, die teilweise mit Frau und Kindern in der Provinz lebten. Infolge von Versklavungen und Plünderungen gaben die Indios ihre Dörfer im Umfeld der von den Welsern gegründeten Städte auf. In der Ödnis, die sie hinterließen, wurde es für die christlichen Siedler immer schwieriger, ihren Lebensunterhalt zu bestreiten.
Die Welser wiederum lieferten zwar Ware per Schiff an, doch die Empfänger hatten trotz aller Eroberungszüge meist nicht genug Geld, um sie zu bezahlen. Schließlich waren die Siedler so überschuldet, dass das Handelshaus 1531 seine Lieferungen weitgehend einstellte. Wenn sie »das Land schwimmend verlassen könnten, gäb es niemanden, der hier bliebe« - so berichtete Bischof Bastidas der spanischen Krone aus der Provinzhauptstadt Coro über die verzweifelte Lage der Menschen, die weder genügend zu essen noch ausreichend Kleidung hatten.
Wie genau die Welser darüber Bescheid wussten, welche Verheerungen in Venezuela angerichtet wurden, ist schwer auszumachen. Sicher ist, dass die Kaufmannsfamilie kaum Kontrolle über das ferne, ihr völlig unbekannte Land haben konnte. Briefe zwischen Coro und Augsburg waren je Strecke bis zu sieben Monate unterwegs, außerdem schilderten die Gouverneure ihrer Zentrale wohl ohnehin nur, was in ihrem eigenen Interesse lag, und handelten ansonsten nach eigenem Gutdünken.

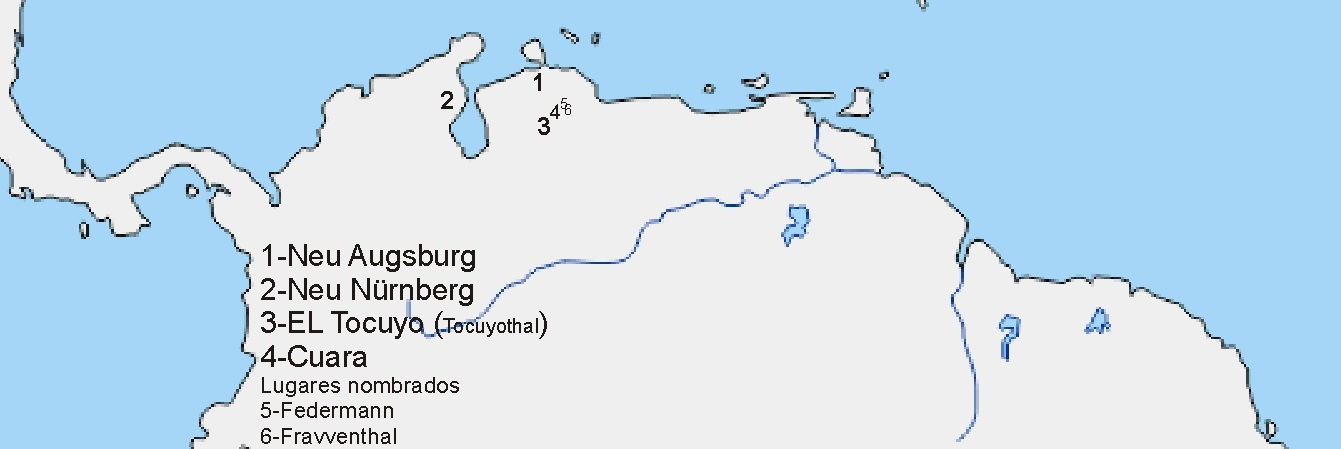
Städte, Siedlungen und Orte im 16. Jahrhundert im Bereich Klein-Venedig

## Kündigung des Vertrages
1546 kündigte Karl V. den Venezuela-Vertrag. Die Kolonialpolitik der Welser war in seinen Augen ein Fehlschlag: Die Gouverneure bereicherten sich selbst, Lebensmittel, Pferde und Ausrüstung mussten wegen der schlechten Wirtschaft immer noch aus der Karibik angeliefert werden, Neu-Nürnberg lag in Trümmern, Neu-Augsburg verlor seine Hauptstadtfunktion, Juan de Carvajal übernahm mit gefälschten Papieren die Regierung und den meisten heidnischen Indianern war das Christentum immer noch völlig unbekannt. Bis 1556 prozessierte Bartholomäus V. Welser um seine Besitzansprüche in Südamerika, jedoch verlor er endgültig Klein-Venedig sowie Federmanns Landgut in Kolumbien.
Entscheidend für Karl war, dass damit der letzte weiße Fleck auf der Karte seiner Landnahme beseitigt wurde. Von Peru bis Mexiko gehörten die Indianerlande, »Las Indias«, jetzt geschlossen zu seinem Herrschaftsbereich. Die Welser und ihre Abgesandten hatten ihre Schuldigkeit getan.

## Gouverneure
Gouverneure, Bürgermeister und Vizegouverneur
- 1529–1530: Ambrose von Ehinger, bekannt als Ambrosio Alfinger
- 1530: Hans Seissenhofer von Key, (bekannt als Juan Alemann oder Juan 'EL Bueno' )[9][10]
- 1531–1533: Bartholomeus Sayler, bekannt als Bartolomé de Santillana[11]
- 1533: Ambrose von Ehinger, bekannt als Ambrosio Alfinger
- 1533–1535: Nikolaus Federmann[12].[13]
- 1535–1540: Georg Hohermuth von Speyer, bekannt als Jorge de Espira[14]
- 1540–1543: Heinrich Remboldt[15]
- 1543–1544: Philipp von Hutten, bekannt als Felipe de Utre oder Felipe de Hutten.
- 1557–?: Melchior Grübel[16][17][18][19]